# Будённовское сельское поселение (Пролетарский район)
Будённовское сельское поселение — муниципальное образование в Пролетарском районе Ростовской области.
Административный центр поселения — станица Будённовская.

## Административное устройство
В состав Будённовского сельского поселения входят:
- хутор Наумовский
- хутор Харьковский 1-й
- хутор Харьковский 2-й
- хутор Черниговский

## Население
| 2010  | 2012  | 2013  | 2014  | 2015  | 2016  | 2017  |
| ----- | ----- | ----- | ----- | ----- | ----- | ----- |
| 3010  | ↘2925 | ↘2882 | ↘2875 | ↘2850 | ↘2806 | ↘2763 |
| 2018  | 2019  | 2020  | 2021  |       |       |       |
| ↘2743 | ↘2715 | ↘2669 | ↘2647 |       |       |       |